# Sadeldvärgspindel
Sadeldvärgspindel (Metopobactrus prominulus) är en spindelart som först beskrevs av O. Pickard-Cambridge 1872.  Sadeldvärgspindel ingår i släktet Metopobactrus och familjen täckvävarspindlar. Arten är reproducerande i Sverige. Inga underarter finns listade i Catalogue of Life.